# (37680) 1995 FD2
1995 FD2 (asteroide 37680) é um asteroide da cintura principal. Possui uma excentricidade de 0.14334770 e uma inclinação de 6.54193º.
Este asteroide foi descoberto no dia 23 de março de 1995 por Spacewatch em Kitt Peak.